# Ali Murad Khan Zand
Ali Murad Khan Zand (Malayer, 1979 — Siraz, febrer de 1785) fou el quart xa de la dinastia Zand de Pèrsia (1781-1785).
Era fill de Qaytas Khan del clan hazara dels Zand, i de la germana de Zaki Khan Zand. A la mort del pare la seva mare es va casar amb Muhammad Sadik Khan Zand del clan bagala dels Zand, germà de Karim Khan Zand i, per tant, era nebot de Zaki i Sadik i germanastre de Djafar (fill de Sadik) que fou el seu successor.
A la mort de Karim Khan (2 de març de 1779) alguns volien proclamar a Abu l-Fath Khan Zand i altres donaven suport al seu germà Muhammad Ali Khan Zand (que era cinc anys més jove; un fill entremig havia mort abans que el pare) i com a compromís es va decidir que governarien en comú. Zaki Khan Zand del llinatge budaq (originalment oposat a Abu l-Fath) va agafar les regnes del poder i Ali Murad Khan li va donar suport. Mentre a Bàssora es va proclamar xa el germà de Karim, Muhammad Sadik Khan Zand i es va dirigir a Siraz. Llavors Zaki Khan va empresonar a Abu l-Fath per sospitar que tenia simpaties per l'oncle rebel i va proclamar a Muhammad únic sobirà.
Agha Muhammad Qadjar havia fugit de Siraz cap al Mazanderan i s'havia revoltat a Astarabad i Zaki va enviar les seves millors tropes contra el rebel i va donar el comandament a Ali Murad. Aquest quan era a Esfahan es va rebel·lar en nom d'Abu l-Fath. Quan Zaki marxava per dominar el moviment fou assassinat en una revolta popular. Abu l-Fath fou alliberat i restaurat al tron a Shiraz el 19 de juny de 1779 però amb la condició de compatir les decisions amb Sadik Khan. Ali Murad va seguir llavors la seva marxa cap al nord per lluitar amb els qajar. Quan Abu l-Fath va poder dirigir els afers va demostrar que era incompetent i distret. Sadik Khan Zand amb el suport d'alguns nobles el va deposar el 22 d'agost de 1779 i el va fer cegar (en aquell moment o el 1781 quan Ali Murad va entrar a Shiraz).
Ali Murad va retornar i pel camí va derrotar el fill de Sadik, Ali Naqi prop d'Esfahan. Finalment va atacar Shiraz que fou capturada després de vuit mesos de setge. Sadick i els seus fills foren executats i només es va lliurar el fill Djafar Khan Zand que era el seu amic personal. Murad llavors va tornar a Esfahan, en posició més central per fer front a l'amenaça dels qajars, mentre Djafar Khan Zand era enviat a sufocar una revolta a districte de Kamsa al Fars.
El 1783 el seu exèrcit, dirigit pel seu fill Shaykh Uways Khan, va derrotar els qajars i els va expulsar de Sari cap a la Província d'Astarabad, però quan un cos de l'exèrcit els perseguia va caure en un parany als congosts de les muntanyes Elburz i el gruix de l'exèrcit es va espantar i es va desbandar cap a Teheran. Ali Murad va matar uns quants oficials que fugien i, encara que estava malalt va aixecar un altre exèrcit.
Conegudes aquestes notícies per Djafar Khan Zand, es va revoltar (1784) i va avançar cap Esfahan. Ali Murad estava malalt però contra les ordes del metges va retornar a Esfahan per defensar la capital, però va morir a Murche-ye Khuet l'11 de febrer de 1785 i el seu exèrcit es va dispersar. Djafar va entrar a Esfahan sense resistència i es va proclamar xa.
Ali Murad era guerxo i considerat un bevedor notable. Va oferir als russos la cessió de les províncies al nord de l'Araxes a canvi de suport rus, però va morir abans d'acabar les negociacions.
Es va casar vers 1783 amb Bibi Khanum, vídua de Muhammad Sadik Khan Zand; també es va casar amb Khadija Begum Khanum, vídua de Muhammad Karim Khan Zand i filla de Fath Ali Shah Qajar. Va deixar nou fills i almenys una filla:
- Ahmad Murad Mirza (casat amb Bibi Kuçik, filla de Karim Khan Zand)
- Shaykh Uways Mirza (cegat per Jafar Khan Zand el 1785)
- Muhammad Hassan Mirza (Khanlar Khan), poeta, mort el 1823
- Ismail Khan
- Muhammad Ali Khan
- Khanad Khan
- Khanlar Khan
- Dos fills més
- Gauhar Taj Khanum